# Estancia presidencial de Anchorena (Uruguay)
La Estancia Presidencial de Anchorena, es una residencia de descanso del presidente de la República. Se encuentra en el departamento de Colonia, dentro del parque nacional Aarón de Anchorena. 

## Construcción
La construcción de dicha estancia, sobre la barra del río San Juan, se remonta hacia 1907, cuando el empresario argentino Aarón de Anchorena, sobrevoló dichas tierras en un aeroplano. Se dice que la impresión de dichas costas y campo, lo motivo a comprar y adquirir dichas tierras. 
Una vez adquiridas, comenzó la introducción de diversas especies de flora, así como de fauna. Y encomendaria al paisajista alemán Hermann Bötrich el diseño del parque. 
La construcción de la residencia principal, para en su momento residencia del empresario argentino, comenzó en 1915. Si bien se desconoce quién fue el arquitecto de dicha obra, la construcción combina los estilos arquitectónicos tudor y normando.

## Residencia presidencial
Tras la muerte de Aaron de Anchorena en 1965, la entonces estancia y el área circundante, sería otorgada al estado uruguayo. La condición es que allí debía hacerse un parque nacional - y público -, mientras que la residencia principal debería convertirse en la residencia de descanso, del jefe de Estado y de Gobierno uruguayo.<ref«Decreto N° 337/978». Legado de Aarón de Anchorena, parque nacional, residencia presidencial. 26 de junio de 1978. pp. Diario Oficial de Uruguay. Consultado el 29 de setiembre de 2021.</ref>
Comenzó a funcionar como tal en 1968, durante el gobierno de Jorge Pacheco Areco, por tanto, este fue el primer presidente en habitarla.  Desde su donación, la han utilizado los distintos presidentes constitucionales desde el año 1968 hasta la actualidad, como sede de descanso, de reunión de los consejos de ministros, así como también de encuentros bilaterales con otros jefes y jefas de estado.  
Ha sido habitada en algunas ocasiones por otros presidentes o líderes mundiales, tal es el caso de Felipe Gonzales, George Bush, o la princesa Ana del Reino Unido.  
En 1989, finalmente el área circundante abrió a sus puertas como parque nacional de Anchorena. Concretándose así, el objetivo de su donante.